# USS Thetis Bay (CVE-90)
USS Thetis Bay (CVE-90/CVHA-1/LPH-6) là một tàu sân bay hộ tống lớp Casablanca được Hải quân Hoa Kỳ chế tạo trong Chiến tranh Thế giới thứ hai. Tên nó được đặt theo tên một vịnh nhỏ ở bờ Nam vịnh Tebenkof, trên bờ biển phía Tây đảo Kuiu thuộc quần đảo Alexander, Alaska. Nó đã hoạt động cho đến hết Thế Chiến II, xuất biên chế năm 1946; rồi được cải biến thành một tàu sân bay chở máy bay trực thăng và nhập biên chế trở lại năm 1955, tiếp tục phục vụ cho đến khi ngừng hoạt động và bị bán để tháo dỡ năm 1964. Nó là chiếc tàu cuối cùng thuộc lớp Casablanca bị tháo dỡ. Thetis Bay được tặng thưởng một Ngôi sao Chiến trận do thành tích phục vụ trong Thế Chiến II.

## Thiết kế và chế tạo
Thetis Bay được đặt lườn tại Xưởng tàu Vancouver của hãng Kaiser Company, Inc. ở Vancouver, Washington vào ngày 22 tháng 12 năm 1943. Nó được hạ thủy vào ngày 16 tháng 3 năm 1944; được đỡ đầu bởi bà Ricco Botta; và được nhập biên chế vào ngày 21 tháng 4 năm 1944 dưới quyền chỉ huy của Hạm trưởng, Đại tá Hải quân Donald E. Wilcox.

## Lịch sử hoạt động

### Thế Chiến II
Thetis Bay khởi hành đi San Diego cho một chuyến đi chạy thử máy huấn luyện ngắn, rồi chuyển đến San Pedro, California vào ngày 2 tháng 6 năm 1944, nhận lên tàu hành khách và máy bay để chuyển đến các căn cứ tại khu vực Tây Nam Thái Bình Dương. Nó lên đường vào ngày 5 tháng 6, ghé qua Trân Châu Cảng vào ngày 11 tháng 6 trước khi tiếp tục hành trình, đi ngang qua Makin và Majuro để đi đến Kwajalein. Tại đây nó đón lên tàu Tiểu đoàn Công binh 50 Lục quân để đưa về Trân Châu Cảng, về đến nơi vào ngày 5 tháng 7.

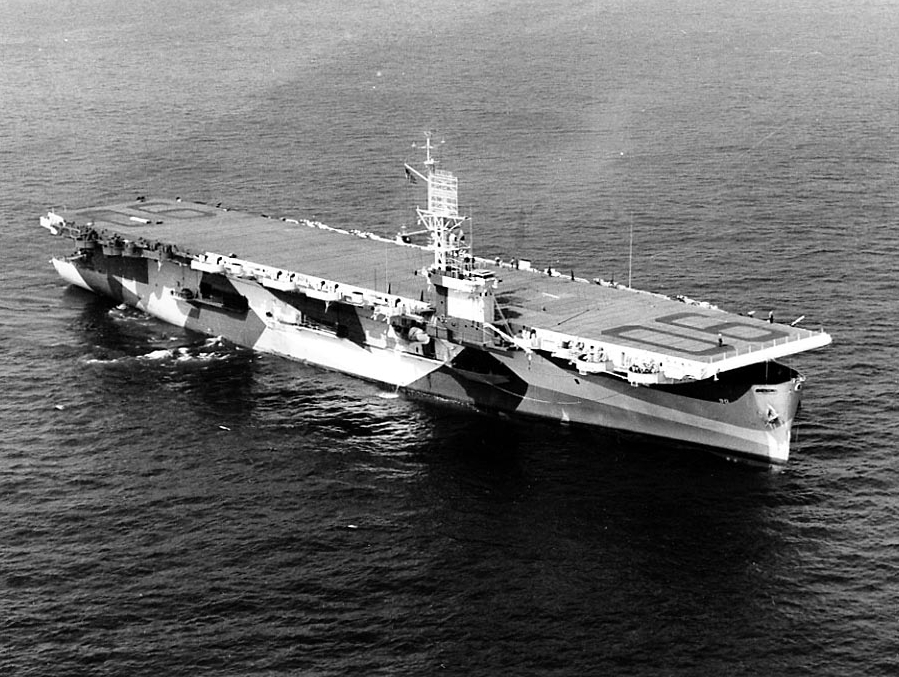
Thetis Bay trong cấu hình ban đầu, tháng 8 năm 1944.

Hai ngày sau, Thetis Bay khởi hành đi Alameda cùng 41 máy bay cần sửa chữa, đến nơi vào ngày 13 tháng 7, và sau khi chất dỡ số máy bay đã đi đến Xưởng hải quân Long Beach, Terminal Island, Los Angeles để bảo trì trong ba tuần. Từ ngày 11 tháng 8 đến ngày 13 tháng 9, nó chuyển giao phụ tùng, máy bay thay thế và nhân sự đến quần đảo Hawaii và quần đảo Marshall, rồi từ tháng 9 năm 1944 đến giữa tháng 4 năm 1945 đã thực hiện năm chuyến khứ hồi giữa các cảng California và các căn cứ tại Thái Bình Dương trải rộng từ Trân Châu Cảng cho đến Finschhaven, New Guinea.
Thetis Bay đi đến Trân Châu Cảng từ San Diego vào ngày 12 tháng 6 năm 1945 với một lô máy bay; số máy bay này được cho sẵn sàng hoạt động trong vòng 72 giờ, và nó tiếp tục lên đường đi Guam. Đi đến cảng Apra vào ngày 25 tháng 6, con tàu được phân về Đội đặc nhiệm 30.8, làm nhiệm vụ tàu sân bay tiếp vận. Nó gặp gỡ Lực lượng Đặc nhiệm 38 lần đầu tiên vào ngày 12 tháng 7, khi nó chuyển giao máy bay cho nhiều tàu sân bay khác nhau. Con tàu quay trở về Guam vào ngày 22 tháng 7 và ở lại đây cho đến ngày 24 tháng 7, khi nó nhận thêm máy bay rồi gia nhập trở lại cùng các tàu sân bay nhanh vào ngày 31 tháng 7. Nó còn nhận thêm máy bay tại Guam một lần nữa và cung cấp cho lực lượng đặc nhiệm từ ngày 14 tháng 8 đến ngày 8 tháng 9, khi nó quay trở lại cảng để quay trở về Hoa Kỳ.

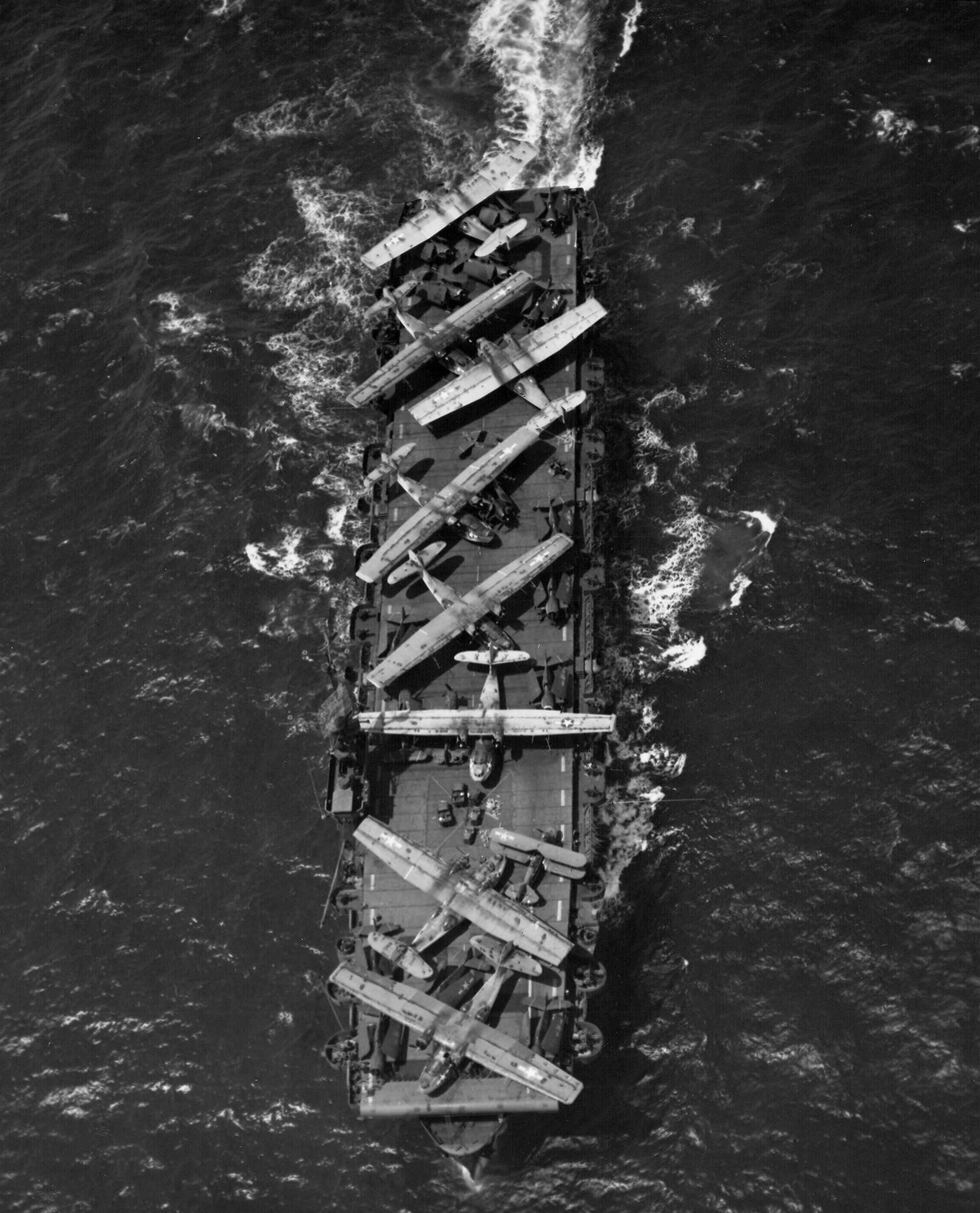
Thetis Bay đang vận chuyển máy bay, năm 1944.

Thetis Bay về đến Alameda vào ngày 7 tháng 9, và được phân công tham gia Chiến dịch "Magic Carpet" giúp hồi hương các cựu chiến binh phục vụ tại nước ngoài. Nó làm nhiệm vụ này cho đến tháng 1 năm 1946, khi được đại tu chuẩn bị ngừng hoạt động. Con tàu được cho xuất biên chế vào ngày 7 tháng 8 năm 1946 và neo đậu trong thành phần dự bị tại Bremerton, Washington.

### Tàu sân bay trực thăng
Vào tháng 5 năm 1955, Thetis Bay được kéo đến Xưởng hải quân San Francisco nơi nó bắt đầu được cải biến thành một tàu sân bay chở máy bay trực thăng đầu tiên của Hải quân Hoa Kỳ. Ký hiệu lườn của nó được chuyển thành CVHA-1 vào ngày 1 tháng 7 năm 1955, khiến nó trở nên một thành viên của lực lượng tấn công đổ bộ. Máy bay trực thăng của nó bổ sung cho các xuồng đổ bộ để Hải quân và Thủy quân Lục chiến có được sự linh hoạt khi tấn công từ trên không. Con tàu được cho nhập biên chế trở lại vào ngày 20 tháng 7 năm 1956 dưới quyền chỉ huy của Hạm trưởng, Đại tá Hải quân Thomas W. South, II, và hoàn tất việc cải biến sáu tuần sau đó, vào ngày 1 tháng 9.
Thetis Bay đi đến cảng nhà mới Long Beach, California vào ngày 20 tháng 9, nơi các đội máy bay trực thăng thuộc Đơn vị Thử nghiệm 1 Thủy quân Lục chiến thuộc Camp Pendleton thể hiện kỹ thuật cất cánh và hạ cánh. Con tàu tham gia các cuộc thực tập huấn luyện đổ bộ ngoài khơi bờ biển California trước khi được bố trí sang Viễn Đông vào ngày 10 tháng 7 năm 1957. Nó quay trở về Long Beach vào ngày 11 tháng 12, tiếp nối các hoạt động tại chỗ. Đến ngày 28 tháng 5 năm 1959, nó được xếp lại lớp như một kiểu tàu tấn công đổ bộ với ký hiệu lườn LPH-6 (Landing Platform Helicopter).
Vào tháng 8 năm 1959, Thetis Bay đang phục vụ cùng Đệ Thất hạm đội khi các trận lụt tại Đài Loan khiến hàng nghìn người mất nhà cửa. Vào ngày 12 tháng 8, con tàu được lệnh đi từ đến Đài Loan, sử dụng những máy bay trực thăng chở quân H-19 để trợ giúp những nạn nhân lụt lội. Khi kết thúc chiến dịch trợ giúp nhân đạo vào trưa ngày 20 tháng 8, con tàu đã giúp vận chuyển 1.600.540 pound (725,99 t) hàng tiếp tế cho người dân Trung Hoa, cũng như di tản 850 người khỏi nhiều nơi khác nhau trong vùng bị ngập lụt.
Vào tháng 5 năm 1960, Thetis Bay tham gia một đợt thực tập đổ bộ ban đêm tại Camp Pendleton, nơi máy bay trực thăng của nó đã vận chuyển 1.300 binh lính và 33 tấn hàng hóa đến khu vực mục tiêu chỉ định. Đây là cuộc đổ bộ ban đêm quy mô lớn lần đầu tiên được thực hiện bởi máy bay trực thăng từ tàu sân bay. Con tàu lại được bố trí sang khu vực Tây Thái bình Dương vào mùa Xuân năm 1961, và sau khi hoàn tất và quay trở về Long Beach, nó được điều sang Hạm đội Đại Tây Dương, đi đến cảng nhà mới Norfolk, Virginia vào đầu tháng 12 năm 1961.
Trong ba năm tiếp theo, Thetis Bay hoạt động dọc theo bờ biển Đại Tây Dương và vùng biển Caribe. Cao điểm trong giai đoạn này là khi xảy ra vụ Khủng hoảng tên lửa Cuba vào tháng 10 năm 1962; con tàu đã đi đến khu vực cách ly với các đội đổ bộ Thủy quân Lục chiến trên tàu sẵn sàng để được tham chiến khi cần thiết. Vào tháng 9 năm 1963, nó đi đến Haiti vừa bị bão tàn phá, thả neo ngoài khơi Port-au-Prince, nơi máy bay trực thăng Thủy quân Lục chiến đã giúp vận chuyển thuốc men và thực phẩm cho hàng ngàn nạn nhân của cơn bão Flora.
Thetis Bay được chuẩn bị cho ngừng hoạt động vào ngày 5 tháng 1 năm 1964, khi nó di chuyển từ Norfolk đến Philadelphia, Pennsylvania, đến nơi ba ngày sau đó. Con tàu được cho xuất biên chế và rút khỏi danh sách Đăng bạ Hải quân vào ngày 1 tháng 3 năm 1964. Lườn tàu được bán cho hãng Peck Iron & Metal Co., Inc. tại Portsmouth, Virginia vào tháng 12 năm 1964 để tháo dỡ.

## Phần thưởng
Thetis Bay được tặng thưởng một Ngôi sao Chiến trận do thành tích phục vụ trong Thế Chiến II.